# برویرس-ات-مونتبرولت
برویرس-ات-مونتبرولت (به فرانسوی: Bruyères-et-Montbérault) یک کمون در فرانسه است که در ان (ا-دو-فرانس) واقع شده‌است. برویرس-ات-مونتبرولت ۱۱٫۶۱ کیلومتر مربع مساحت دارد ۸۶ متر بالاتر از سطح دریا واقع شده‌است.